# Sahara Las Vegas
Das Sahara Las Vegas ist ein Hotel und ein Casino am Las Vegas Strip in Winchester, Nevada. Als Sahara Hotel und Casino hatte es 1720 Zimmer und ein ca. 7900 m² großes Casino. Es ist der nördlichste Halt der Las Vegas Monorail. Das Gebäude wurde nach der Schließung des Sahara 2011 für 415 Millionen Dollar renoviert und umgebaut, im August 2014 wurde es unter dem Namen SLS Las Vegas wieder eröffnet. Mitte 2019 wurde das Hotel an die Meruelo Group verkauft und wieder zu Sahara umbenannt.

## Geschichte
Das Hotel wurde 1952 von Milton Prell als sechstes Hotel am Strip erbaut. Neben anderen bedeutenden Showstars hatte Marlene Dietrich 1953 hier ihre, für sie ersten Bühnenauftritte als Sängerin. 1954 wurde Louis Prima als Showact angeworben, es war eine der ersten Shows am Strip. 1961 erwarb Del Webb das Hotel. Später, im Jahr 1995 kaufte Bill Bennett das Hotel. Er blieb bis zu seinem Tod am 22. Dezember 2002 Eigentümer.
Im Jahr 2000 wurde eine Achterbahn mit dem Namen „Speed – The Ride“ eröffnet, die sich vor dem Hotel befand. Mit der Schließung des Hotels im Mai 2011 ging sie außer Betrieb.
Das Sahara wurde am 16. Mai 2011 aus wirtschaftlichen Gründen geschlossen. Das Gebäude wurde anschließend verkauft, renoviert und im August 2014 als SLS Las Vegas wieder eröffnet.
Im Jahr 2019 wechselte das Hotel erneut den Besitzer, welcher sich entschied, wieder den alten Namen Sahara zu verwenden und umfangreiche Renovierungen und Umbauten ankündigte.

### Sonstige Geschichte
Im Januar und Februar 1960 wurden im Sahara zahlreiche Szenen für den Film Frankie und seine Spießgesellen (Ocean's Eleven) mit dem Rat Pack gedreht.

## Belege
1. ↑  Las Vegas: SLS resort to open in fall 2014 in the former Sahara
2. ↑  Werner Sudendorf: Marlene Dietrich. Deutscher Taschenbuch Verlag,, München, Oktober 2001, S. 158–160.
3. ↑  https://www.lavishvegas.com/news/future-hotels-in-las-vegas-2-1043.html

Koordinaten: 36° 8′ 33″ N, 115° 9′ 24″ W